# Regina (banda)
Regina é uma banda de rock bósnia, formada em Sarajevo no ano de 1990 e que obteve um grande sucesso em toda a Jugoslávia. O grupo é composto por: Davor Ebner (vocal), Aleksandar Čović (guitarra), Denis Čabrić (baixo), Bojan Milićević (bateria). A sua principal inspiração foi a banda irlandesa U2. Em 1992 quando começou a guerra na Bósnia, deixaram a cidade de Sarajevo e foram para Belgrado. Após o segundo álbum a banda separou-se e Aleksandar Čović iniciou uma carreira a solo com os Aco Regina. Em 2006 voltaram a reunir-se para gravar Sve mogu ja (em português: Eu posso tudo)

## Álbuns
| Ano  | Título             |
| ---- | ------------------ |
| 1990 | Regina             |
| 1992 | Ljubav nije za nas |
| 1994 | Oteto od zaborava  |
| 1995 | Godine lete        |
| 1997 | Ja nisam kao drugi |
| 1999 | Kad zatvorim oči   |
| 2000 | Devedesete         |
| 2006 | Sve mogu ja        |
| 2009 | Vrijeme je         |

## Festival Eurovisão da Canção
Regina, foi a banda selecionada pela Bósnia e Herzegovina para representar o país no Festival Eurovisão da Canção 2009 com a canção "Bistra Voda" (em português: "Água Clara"), tendo obtido o 9º lugar na final.